# Hôpital royal de Chelsea
L'Hôpital royal de Chelsea (Royal Hospital Chelsea en anglais) est un hospice pour les anciens combattants du Royaume-Uni, situé dans le quartier de Chelsea à Londres. Un peu plus de 300 militaires (310 en juin 2004) y résident encore.
C'est ici que l'exposition florale de Chelsea se tient depuis 1913.

## Histoire

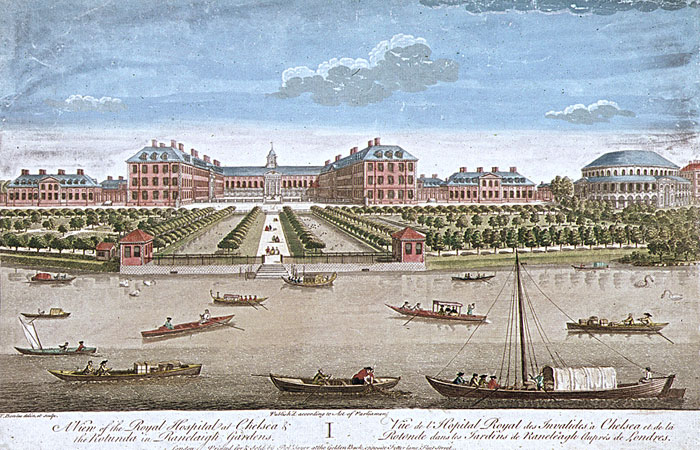
Gravure du XVIIIe siècle montrant l'hôpital de Chelsea et à droite le jardin de Ranelegh

L'hospice fut fondé par un décret de Charles II autorisant sa construction le 22 décembre 1681, afin de pourvoir aux besoins des soldats âgés ou victimes de blessures de guerre. Beaucoup de ces soldats, bien qu'inaptes au service, restaient inscrits au service actif de leur régiment pour continuer à percevoir leur solde, en l'absence de retraite à cette époque.
Christopher Wren fut chargé de dessiner et de diriger les travaux. Ses plans s'inspirèrent de l'Hôtel des Invalides à Paris.
L'emplacement retenu pour cet hôpital était situé à Chelsea. Il s'y trouvait déjà un bâtiment inachevé, le Chelsey College, une faculté de théologie fondée par Jacques Ier en 1610. Ce terrain avait été donné par Charles II à la Royal Society en 1667, mais celle-ci n'y ayant pas trouvé d'utilisation, il fut racheté par le roi en février 1682 pour l'hôpital.
La construction fut menée rapidement et à la mort de Charles II, en 1685, le bâtiment principal ainsi que la chapelle étaient achevés. En 1686, Wren agrandit ses plans originaux pour ajouter deux ailes, à l'est et à l'ouest de la cour centrale.

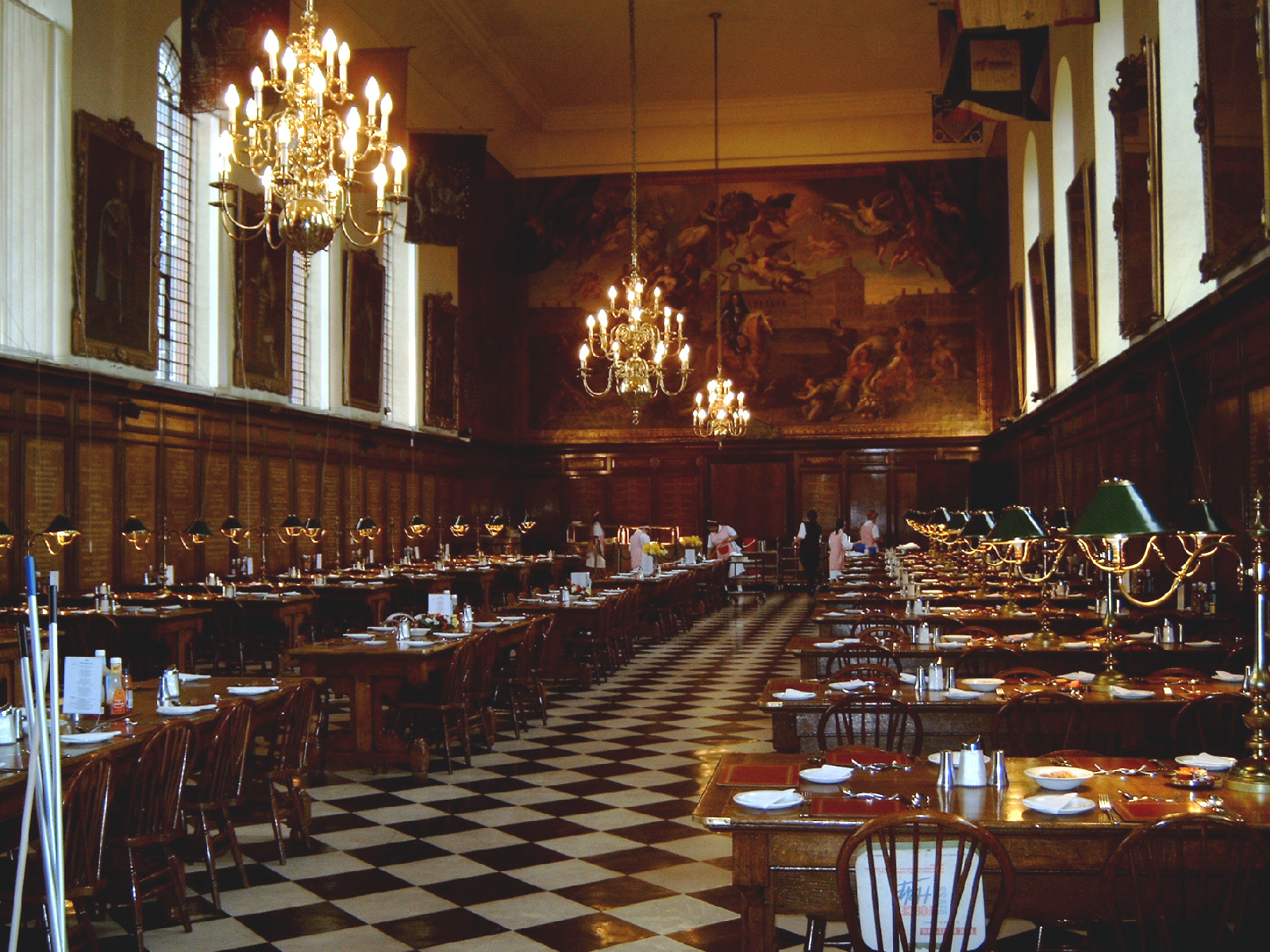
Le réfectoire

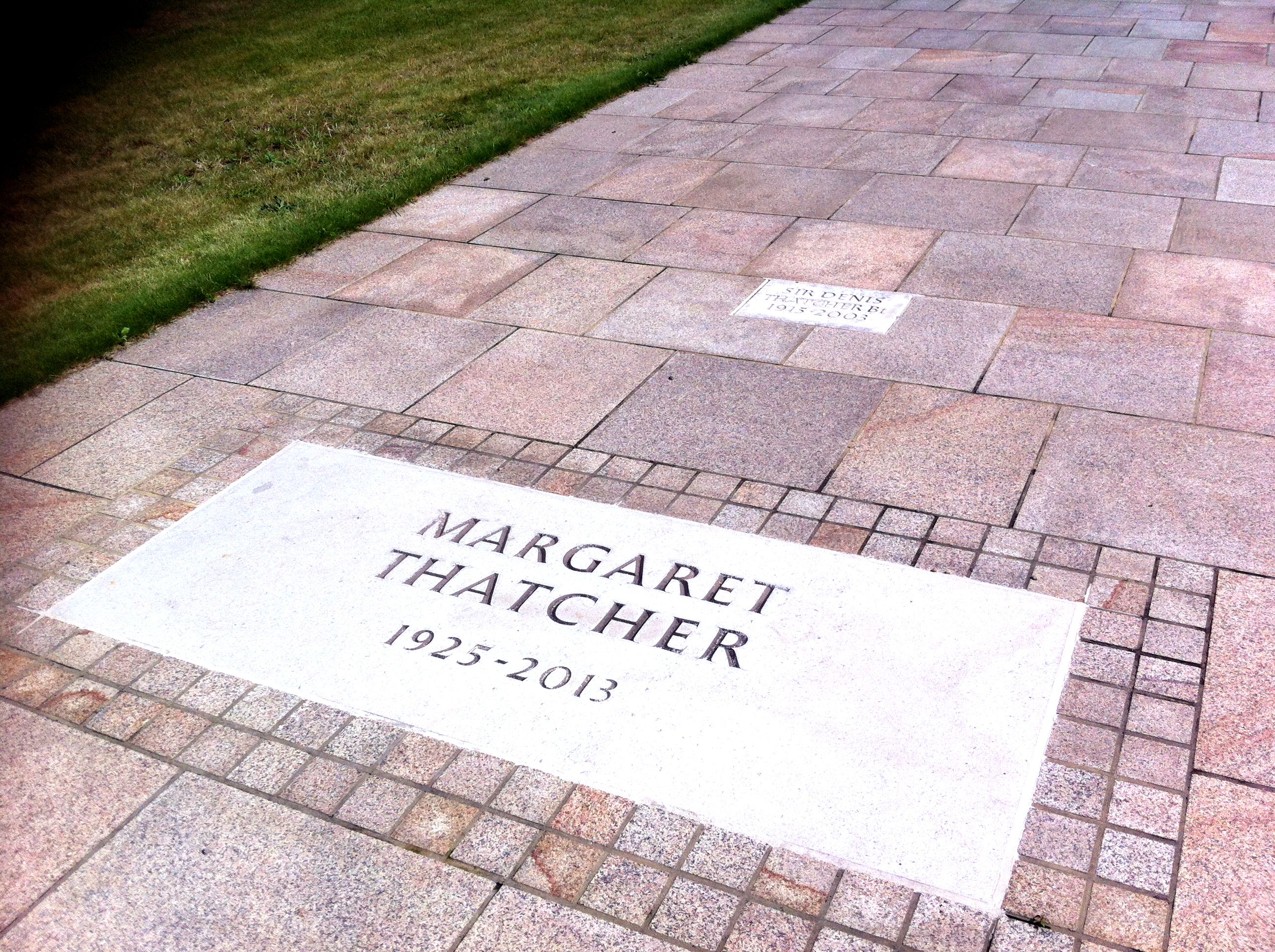
Tombeaux de Margaret et Denis Thatcher

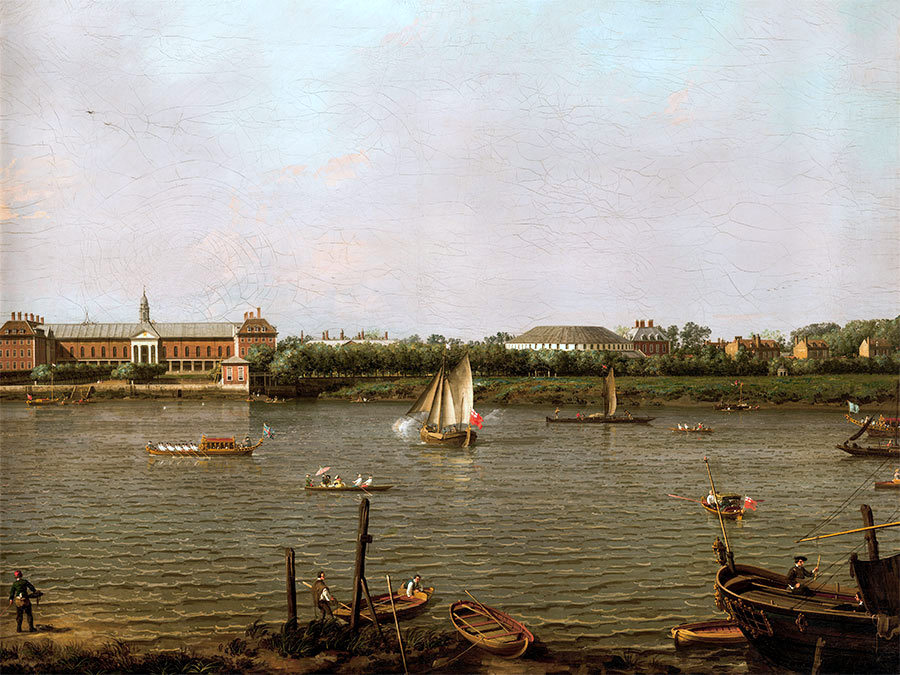
Le Collège de Chelsea, la rotonde
la maison Ranelagh et la Tamise
par Canaletto, 1751
Musée national des Beaux-Arts (Cuba)

Les travaux furent achevés en 1692, et les premiers patients admis la même année. Richard Jones en fut le premier trésorier. Il fit construire à côté sa maison Ranelagh house, qui n'existe plus mais dont les jardins d'agréments ont été ensuite rattachés à l'hôpital et portent encore son nom.
En 1694, une charte royale fut promulguée en vue d'établir un établissement similaire pour la marine. La construction de l'Hôpital de Greenwich débuta en 1696 et cet hospice ouvrit en 1705.
En raison de son altitude, de 1796 à 1816 l'Hôpital royal de Chelsea fut un relais télégraphique entre l'Amirauté de Londres et la base navale de Portsmouth.
En 1809 John Soane dessina les plans et dirigea la construction d'une nouvelle infirmerie qui pouvait admettre 80 patients, situé à l'ouest de l'hôpital, sur le site actuel du Musée National de l'Armée de Terre. Ce bâtiment, endommagé par les bombardements de la Deuxième Guerre mondiale, fut plus tard démoli.
Le premier service religieux télévisé au Royaume-Uni fut retransmis depuis la chapelle en 1949.
En 2002, la masse d'arme cérémonielle du souverain fut offerte à l'hôpital qui, jusqu'alors, n'avait ni drapeau ni marque distinctive. Elle fait désormais partie des cérémonies officielles à l'hôpital. En 2009 l'hôpital fut ouvert aux femmes pour la première fois.
Le 28 septembre 2013, les cendres de l'ancien Premier ministre britannique Margaret Thatcher, décédée le 8 avril à l'âge de 87 ans, ont été enterrées dans les jardins de l'Hôpital Royal de Chelsea aux côtés de celles de son mari Denis, mort en 2003. Une pierre tombale, portant la simple inscription « Margaret Thatcher 1925 - 2013 » surplombe sa dernière demeure.

### Anniversaire de la fondation

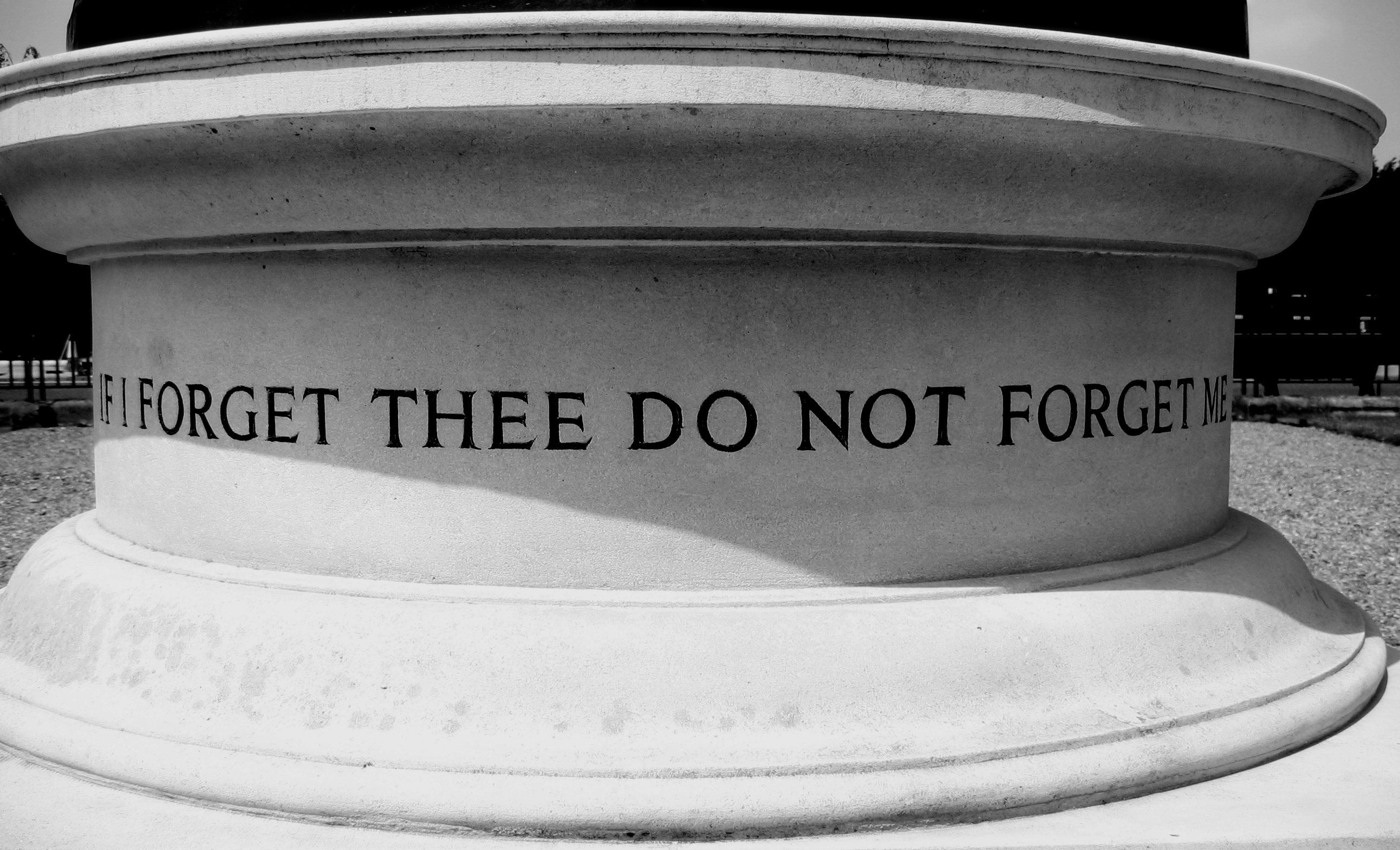
Inscription sur la statue devant l'hôpital: « Si je t'oublie ne m'oublie pas »

Le jour anniversaire de la fondation est célébré vers le 29 mai, anniversaire de la naissance du roi Charles II et date de sa restauration en 1660. Il est aussi connu sous le nom de « jour de la pomme de chêne » (Oak Apple Day en anglais) en souvenir de la bataille de Worcester de 1651, où le roi Charles II, pour échapper à ses ennemis les Têtes rondes, se cacha dans un chêne.
Ce jour-là les pensionnaires sont passés en revue par un membre de la famille royale britannique. La statue de Charles II dans la cour centrale (Figure Court en anglais) est couverte de feuilles de chêne et tous les participants et spectateurs portent des branches de chêne.

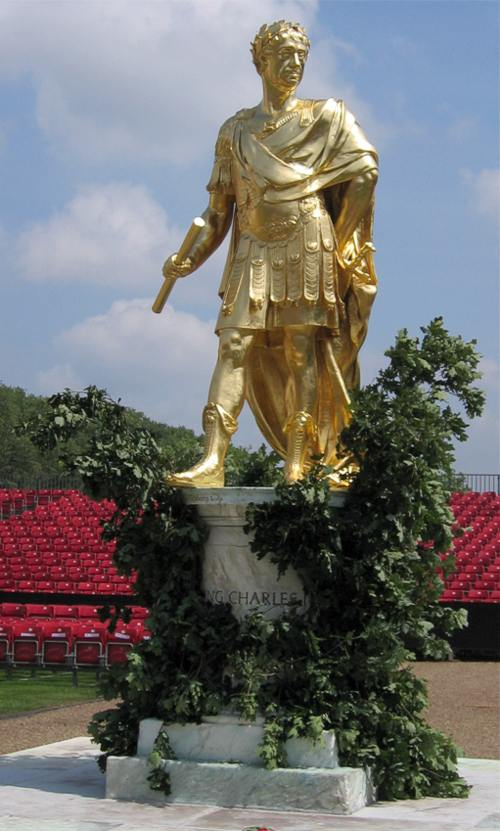
Statue de Charles II dans la cour de l'Hôpital royal de Chelsea, ornée de feuilles de chêne pour l'anniversaire de la fondation en 2004.

### Statue du roi Charles II
La statue de Charles II, haute de 2,29 m, se trouve dans la cour centrale de l'hôpital. Elle est faite en alliage de cuivre et fut réalisée par Grinling Gibbons en 1676. Elle se trouvait à l'origine au palais de Whitehall.
Après la mort de Charles II, la statue fut transportée à l'Hôpital royal de Chelsea où elle se trouve depuis 1692. En 2002, elle fut redorée pour le jubilé d'or de la reine Élisabeth II.

### Ouverture au public
Le bâtiment central et la chapelle, le musée de l'hôpital, ainsi que certaines cours sont ouverts au public. Le site des jardins d'agrément de Ranelagh, datant du XVIIIe siècle, fait maintenant partie du domaine de l'hôpital et est également ouvert au public. Le Musée national de l'Armée de terre se trouve à côté de l'hôpital.

### Administration
L'hôpital est dirigé par un gouverneur assisté d'un lieutenant-gouverneur, l'un et l'autre en retraite comme les pensionnaires.